# Moustoir-Ac
Moustoir-Ac is een gemeente in het Franse departement Morbihan (regio Bretagne). De plaats maakt deel uit van het arrondissement Pontivy. De gemeente telde 1.713 inwoners op 1 januari 2022.

## Geografie
De oppervlakte van Moustoir-Ac bedroeg op 1 januari 2022 33,92 vierkante kilometer; de bevolkingsdichtheid was toen 50,5 inwoners per km².

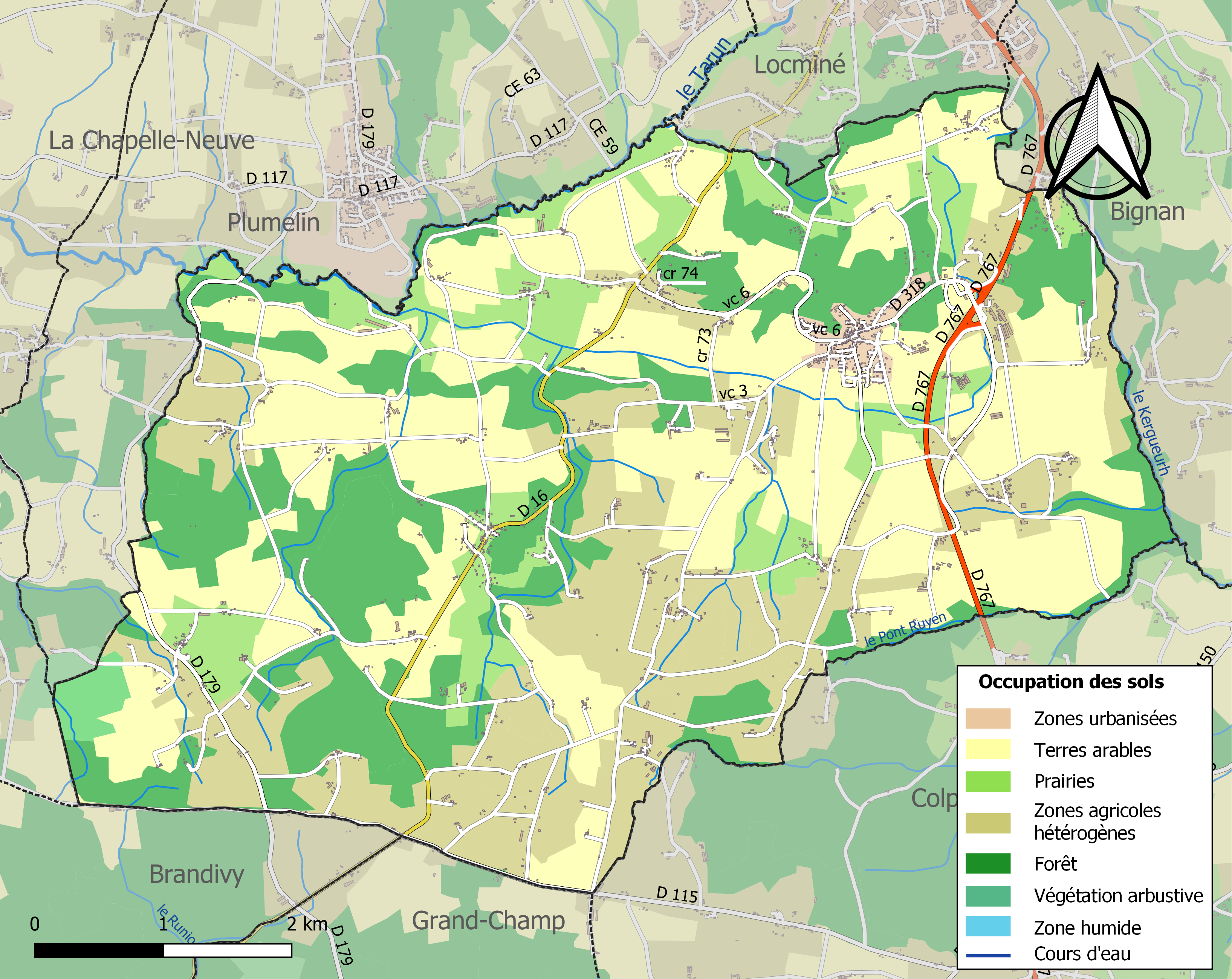
Kaart van de gemeente met de belangrijkste infrastructuur, bodemgebruik en omliggende gemeenten

## Demografie
Onderstaande figuur toont het verloop van het inwonertal (bron: INSEE-tellingen).